# Selva Lacandona
La Selva Lacandona está ubicada en el estado de Chiapas, México. La región está poblada por el pueblo maya lacandón, de ahí su nombre. A principios de 1990 en la selva había 200 000 habitantes y 200 comunidades indígenas (tojolabales, choles, tseltales, tsotsiles, entre otros). Esta cobró notoriedad con la aparición del Ejército Zapatista de Liberación Nacional en 1994. El ecosistema se comunica por medio de la carretera fronteriza a la ciudad de Palenque y de ésta se desprenden ramales hacia los poblados.
Se calcula que desde la década de los 70, la selva ha sufrido una reducción de su tamaño del 70%. Entre las amenazas a las que se enfrenta esta selva están la deforestación, descuido de fuentes de calor, los asentamientos humanos ilegales y la caza furtiva.

## Contexto geográfico
La superficie considerada como "Región Lacandona" comprende 957 240 hectáreas, que representa casi el 13 % del territorio estatal. Esta región, ubicada en la porción noreste del estado de Chiapas limita al sur y al este con Guatemala, al oeste con el valle del río Jataté y al norte con el paralelo 17.

## Clima

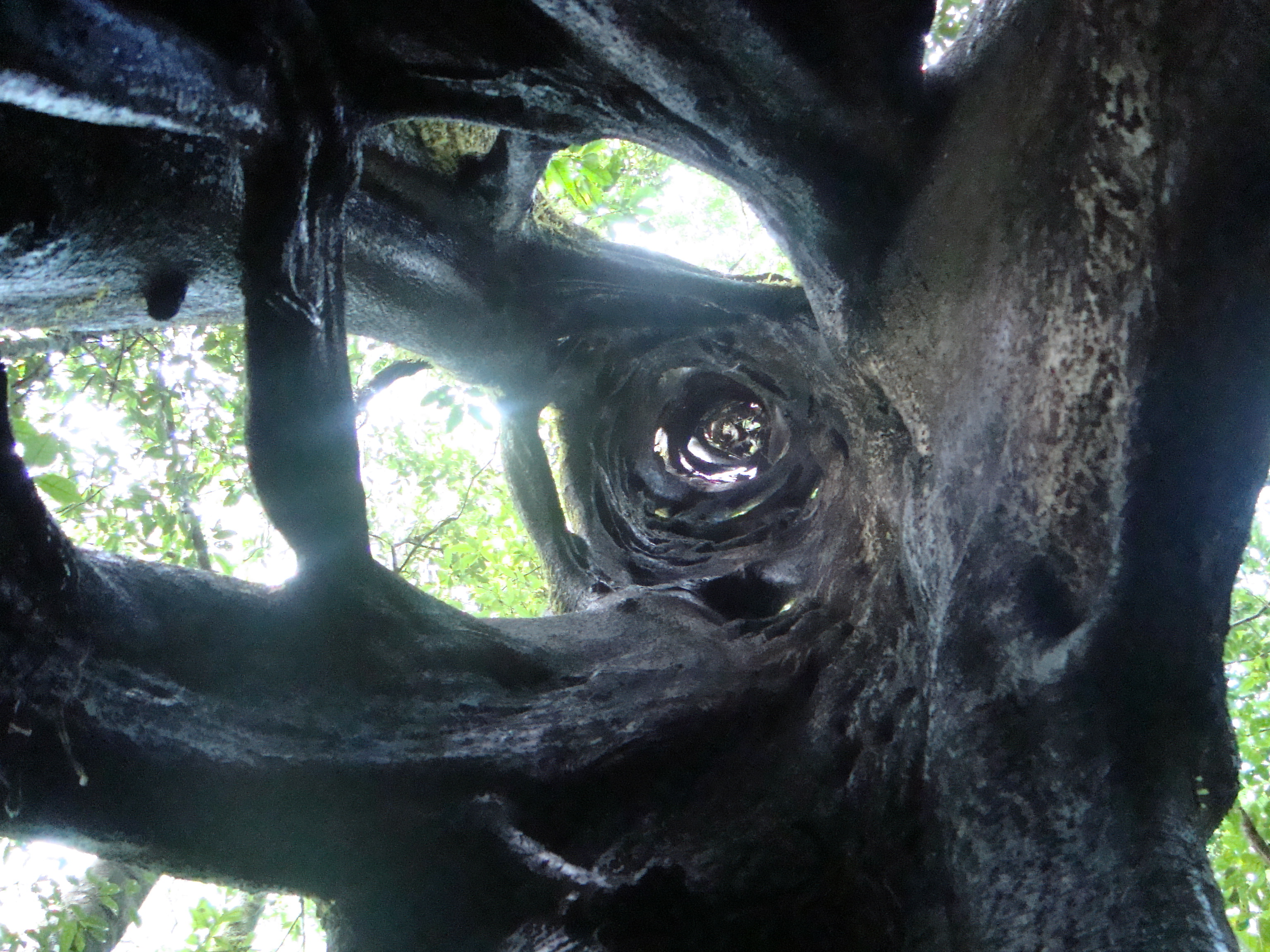
Matapalo en la Selva Lacandona

La selva posee condiciones climáticas húmedas, cálidas y semicálidas, predominando el clima cálido húmedo con una temperatura media anual superior a los 22 °C, con baja oscilación térmica anual. Las lluvias alcanzan valores anuales superiores a los 1500 mm y pueden llegar hasta los 3000 mm en la zona norte. En los lugares de mayor altitud, se localiza el tipo climático semicálido, el más fresco de los cálidos, con una temperatura media anual inferior a los 22 °C, sin descender de los 18 °C, con este tipo climático se encuentra asociado el bosque de pino-encino.
La estación lluviosa bien definida, se presenta en verano y se extiende hasta parte del otoño. Existe también un porcentaje menor de lluvias invernales provocadas por masas de aire frío, provenientes del norte. De mayor importancia son las tormentas tropicales que se presentan en los meses de mayo a noviembre originadas en la zona del Caribe Occidental.
Las elevadas temperaturas, fuerte humedad y lluvia la mayor parte del año presentes durante el ciclo anual, favorecen los procesos de alteración de minerales del suelo, así como la degradación de la abundante materia orgánica acumulada. Estos procesos, que dan origen a los suelos de la selva y que permiten un equilibrio, pueden ser fácilmente modificados cuando los desmontes sustituyen la vegetación natural, ya que disminuyen la cantidad de materia orgánica y se producen cambios en la circulación de agua en el perfil. Al remover la vegetación, el suelo sufre disminución de materia orgánica y cambios en la circulación de agua en el perfil, lo cual favorece la formación de plintita (Arcilla ferruginosa de color rojo de ladrillo) y el aumento de acidez.
La cubierta vegetal en la Selva Lacandona es altamente diversa a nivel de especies, comunidades y ecosistemas. En especial la Comunidad Lacandona muestra una de las extensiones más grandes en el país de selvas altas perennifolias, uno de los ecosistemas más complejos y diversos que se conocen, pero a la vez, uno de los más vulnerables y frágiles frente a la manipulación humana.
Por otro lado, este importante macizo selvático ofrece otros importantes "servicios ambientales" como la regulación hidrológica a nivel regional, el control de la erosión y el mantenimiento de la humedad de los suelos; algunos estudios recientes indican que esta cubierta vegetal es responsable en parte del ciclo de lluvias que precipita sobre la depresión central del estado. Una cuenca cerrada cuya única apertura por donde penetran las nubes que producen las lluvias, pasa sobre la Selva Lacandona. En la depresión central se ubica el sistema del alto Grijalva, que genera más del 30% de la energía eléctrica del país.

### Fauna

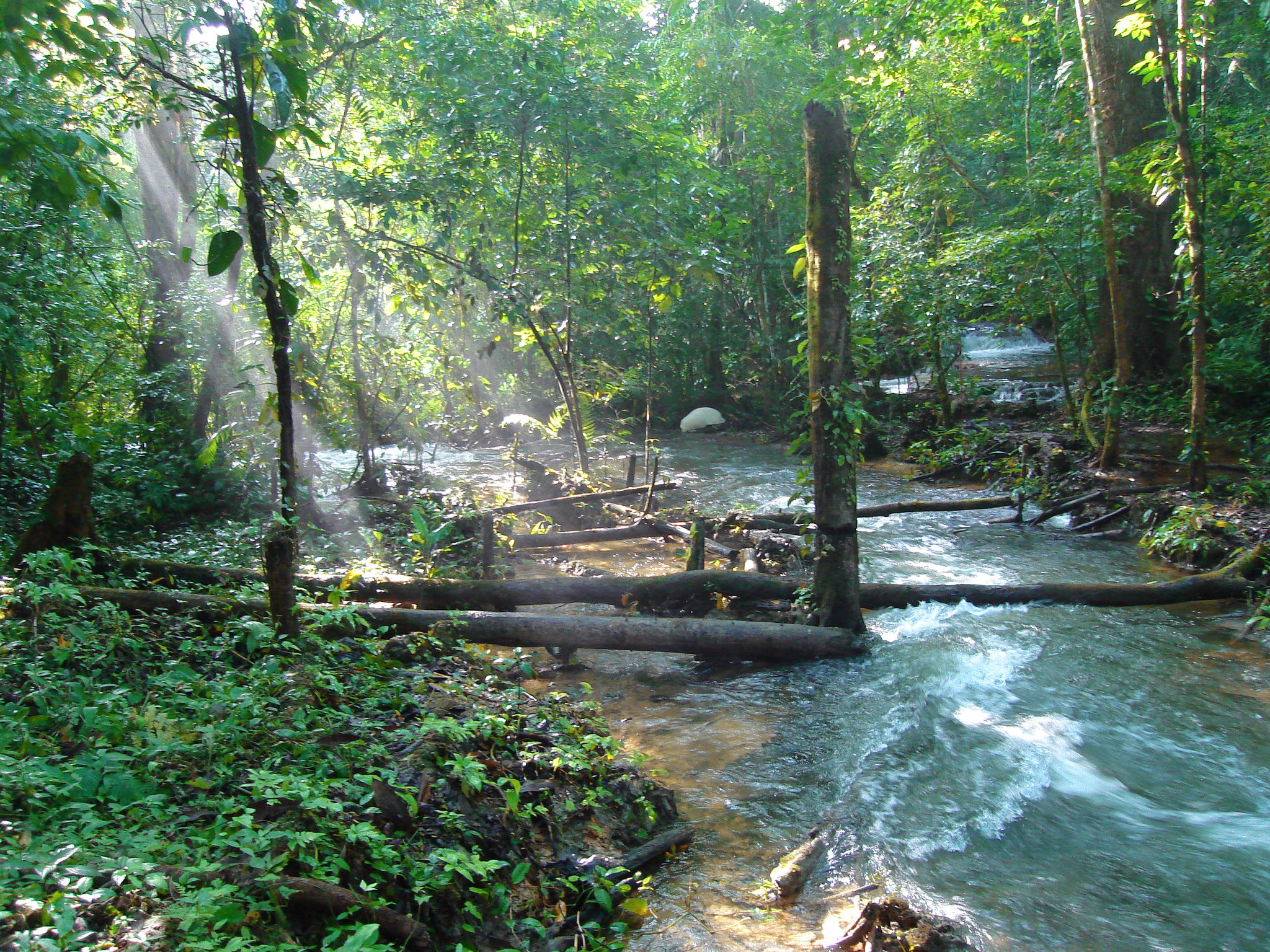
Cruce de ríos cercanos a los campamentos Lacandones.

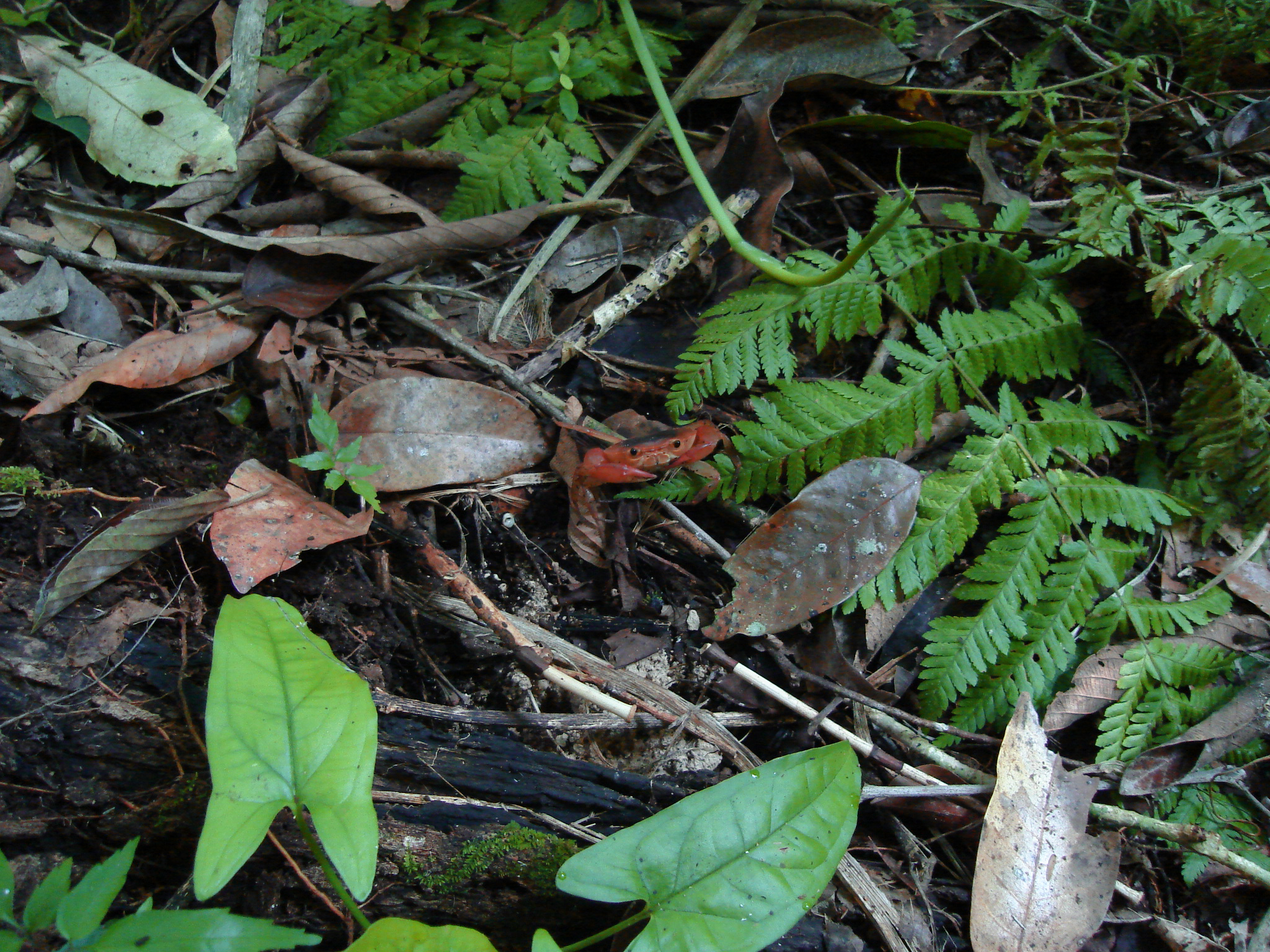
Fauna nativa de la selva Lacandona cangrejo rojo Gecarcinus lateralis.

La fauna silvestre muestra una gran diversidad. En la Selva Lacandona se encuentran muchas especies endémicas de las selvas húmedas mesoamericanas de las cuales varias están amenazadas o en peligro de extinción, como el jaguar (Panthera onca), el águila arpía (Harpia harpyja), el guacamayo escarlata (Ara macao), el tucán pico de iris (Ramphastos sulfuratus) y otros animales, además de una infinidad de especies de anfibios  como la rana de ojos rojos (Agalychnis callidryas).

### Relieve

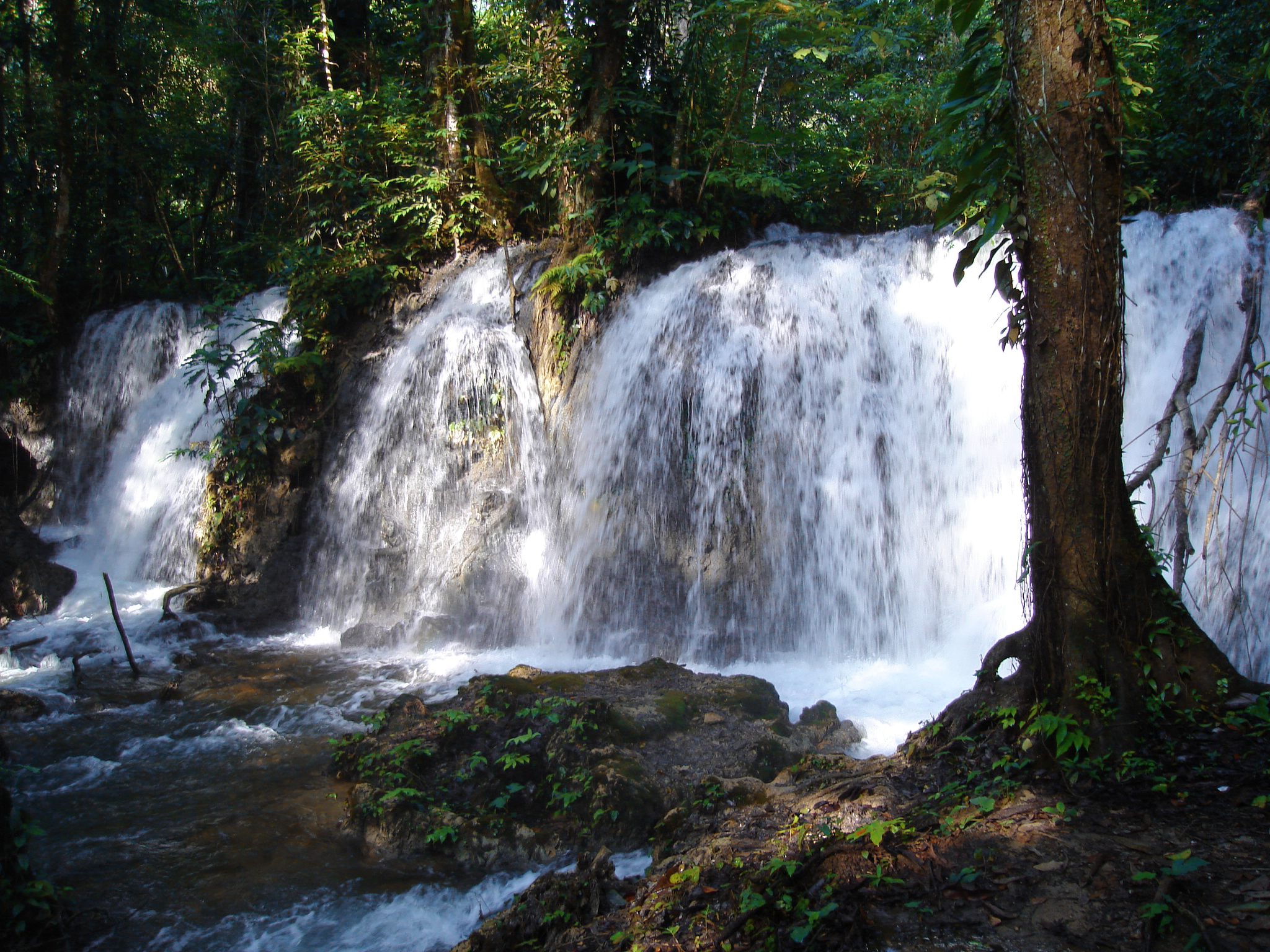
Cascada cercana al cruce de Bonampak

En la Selva Lacandona se distinguen básicamente tres tipos de formas de relieve: laderas, mesetas y depresiones, las dos primeras son las más extendidas en las elevaciones plegadas y están constituidas por calizas del Cretácico superior y son más frecuentes en la porción norte del área. A los diferentes relieves corresponde un tipo de vegetación característica.

### Laderas
Son las superficies de mayor inclinación de las elevaciones plegadas, generalmente con más de diez grados de pendiente. Se han desarrollado sobre rocas calizas, se localizan principalmente al occidente y nororiente de la Selva Lacandona y representan una separación entre las mesas y planicies. En las laderas se presentan corrientes intermitentes que forman barrancos de poca profundidad (menos de diez metros), éstos no tienen continuidad en el relieve, ya que al entrar en contacto con las planicies desaparecen formando valles ciegos, característicos de las regiones kársticas. La vegetación que cubre las laderas es la selva mediana, aunque también se presenta la selva baja cuando las condiciones topográficas son limitantes para el desarrollo de la vegetación.

### Mesetas
Las mesetas son las  mejor representadas en la región. Se localizan en las crestas de pliegues anticlinales y están formadas por rocas calizas dolomíticas. En general las mesetas están dispuestas en forma escalonada, lo que refleja una estrecha relación con el proceso de plegamiento que ha sido de muy diversa intensidad en la región.
La altitud de las mesetas varía desde menos de 500 m sobre el nivel del mar, hasta más de 1400 m. La formación de este relieve se debe a la disolución de las rocas de las crestas montañosas por infiltración que ocurre en una red de fisuras en estratos de inclinación débil. Lo anterior es favorecido por las condiciones de humedad, clima cálido y la abundancia de materia orgánica. El escurrimiento lento en la superficie de los parteaguas favorece la infiltración por grietas y fisuras provocando la formación de los valles.

## Historia de la comunidad lacandona

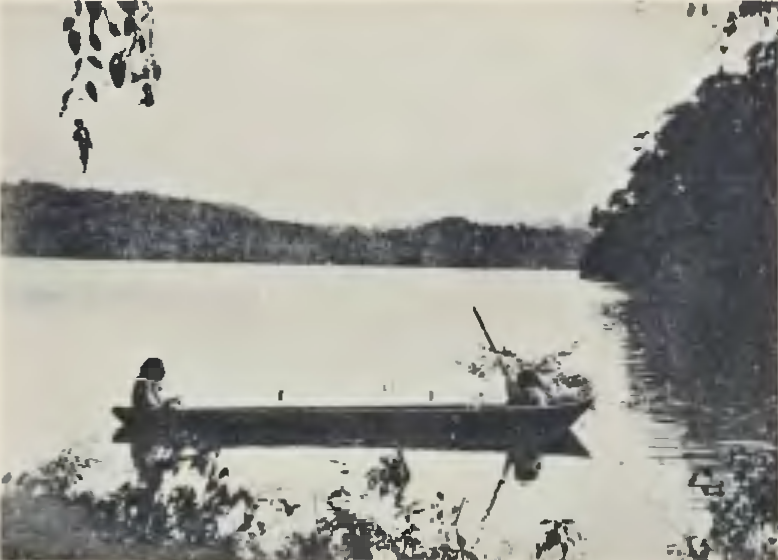
Lacandones navegando el río Usumacinta en 1901.

En distintos libros de Jan de Vos se toca el tema de la historia de la Selva Lacandona, desde décadas después de la Conquista de México-Tenochtitlan hasta el año 2000. Por ejemplo, en La Paz de Dios y del Rey, el autor relata cómo indígenas, los originales lacandones, resistieron la colonización española. La selva se volvió un lugar hostil y difícil para penetrar. Al igual que otros territorios de la Nueva España, este ecosistema estaba en el mapa bajo el reclamo de la soberanía española, aunque, de facto, dicho reclamo se quedaba en el papel pues sus habitantes se resistían a dicha colonización.
La historia contemporánea de la zona denominada Comunidad Lacandona, se podría situar a fines de la década de 1960, cuando oleadas de migrantes choles y tzeltales comenzaron a penetrar las zonas no pobladas aún.
Las etnias indígenas tzotziles y lacandones, en orden de importancia numérica, completan la población. En cuanto a los mayas lacandones, la población escasamente rebasa los 500 habitantes, que se encuentran asentados en cuatro localidades: Metzabok, Naha, Bethel y Lacanjá-Chansanyab. En esta última se concentra la mayor parte.
Para 1984, el distrito de desarrollo de la SARH estimó una población de 4 935 habitantes para la comunidad de Nueva Palestina y 3 115 habitantes para Frontera Corozal. De acuerdo a cálculos estimados en 1989, se contempló una población de aproximadamente 6 400 y 5 000 habitantes, de la cual se tiene un 65% menor de 20 años y una PEA del 50%.
Así es como se tienen 27 asentamientos dispersos en los márgenes de los ríos Usumacinta, Santo Domingo y Lacanjá, y 33 poblados en la zona de Las Cañadas, iniciando el proceso de obtener la legalización de la superficie tomada.
La vivienda es de construcción rústica, predominando la madera en las paredes, pisos de tierra y techos de guano, el agotamiento de la palma de guano (Sabal spp., Arecaceae) ha inducido a que los techos de las viviendas lacandonas se estén construyendo de láminas galvanizadas. También se llega a contar con servicio de agua potable.
La mayor comunidad maya lacandona de Lacanjá-Chansayab cuenta hoy con suministro de energía eléctrica por lo que cuentan ya con una tortillería, sistema satelital y servicio de internet, que es ofrecido básicamente a los turistas que visitan la región.
En 2014 la comunidad lacandona integra a 6 comunidades beneficiadas por decreto oficial de posesión de los Bienes Comunales, buscan legalizar a las comunidades denominadas "invasores", ya que los predios donde se ubican sus casas quedan dentro del polígono de las tierras de la comunidad lacandona, no obstante el gobierno federal no aceptó este acuerdo.